# إحصاء متين
الإحصاء المتين هو مقاربة بديلة للإحصاء التقليدي الذي يعطي نتائج ضعيفة عند دراسة معطيات فيها قيم شاذة (Outliers).

## مقدمة
تعتمد الطرق التقليدية في الإحصاء على الفرضيات بشكل كبير والتي قد لا تتحقق على أرض الواقع. حيث أنه يفترض أن البيانات موزعة بشكل طبيعي أو على الأقل بشكل تقريبي، إلا أنه ولسوء الحظ عند وجود قيم شاذة في البيانات يكون للطرق التقليدية كفاءة متدنية جداً. يقدم الإحصاء المتين طرق تحاكي الطرق التقليدية إلا أنها لا تتأثر بالقيم الشاذة أو الخروج الطفيف عن افتراض النموذج للبيانات.

## مثال على متانة وعدم متانة الإحصاء التقليدي
- وسيط (إحصاء)|الوسيط هو مقياس جيد للنزعة المركزية إلا أن المتوسط الحسابي لا يعتبر كذلك.